# Броненосные крейсера типа «Дрейк»
Броненосные крейсера типа «Дрейк» — серия кораблей британского королевского флота, построенная в начале XX века. Стали развитием броненосных крейсеров типа «Кресси», в королевском флоте числились крейсерами 1-го класса. Всего построено 4 единицы: «Дрейк» (Drake), «Гуд Хоуп» (Good Hope), «Левиафан» (Leviathan), «Кинг Альфред» (King Alfred). Все они принимали активное участие в Первой мировой войне.
Проект подвергся критике за чрезмерные размеры и стоимость, что повлекло за собой разработку «умеренных» броненосных крейсеров типа «Кент».

## Проектирование
Проект нёс явную антикрейсерскую направленность.
Корабли были спроектированы для противостояния французским броненосным крейсерам в войне на торговых путях Так же они были рассчитаны на противостояние новому русскому броненосному крейсеру «Громобой», пусть не быстроходному, но солидно забронированному и вооружённому, поскольку уже существующим крейсерам типа «Кресси» не хватало скорости для противодействия французам и мощи для противодействия русскому крейсеру, уровень защиты же вполне устраивал. Поэтому от новых крейсеров требовалась прежде всего высокая для своего времени скорость 23 узла, поэтому крейсера строились вокруг силовой установки: двух гигантских паровых машин и 43 котлов Бельвиля.
Вооружение можно разделить на три компонента: погонное, ретирадное и бортовой залп. Носовой огонь был, безусловно, самым важным: новые крейсера были предназначены специально для борьбы с французами, а также с другими быстроходными крейсерами. Ретирадный огонь сейчас может быть менее важен, но в будущем у других флотов будут ещё более мощные крейсера, поэтому кораблям нужны были мощные ретирадные пушки.

## Конструкция

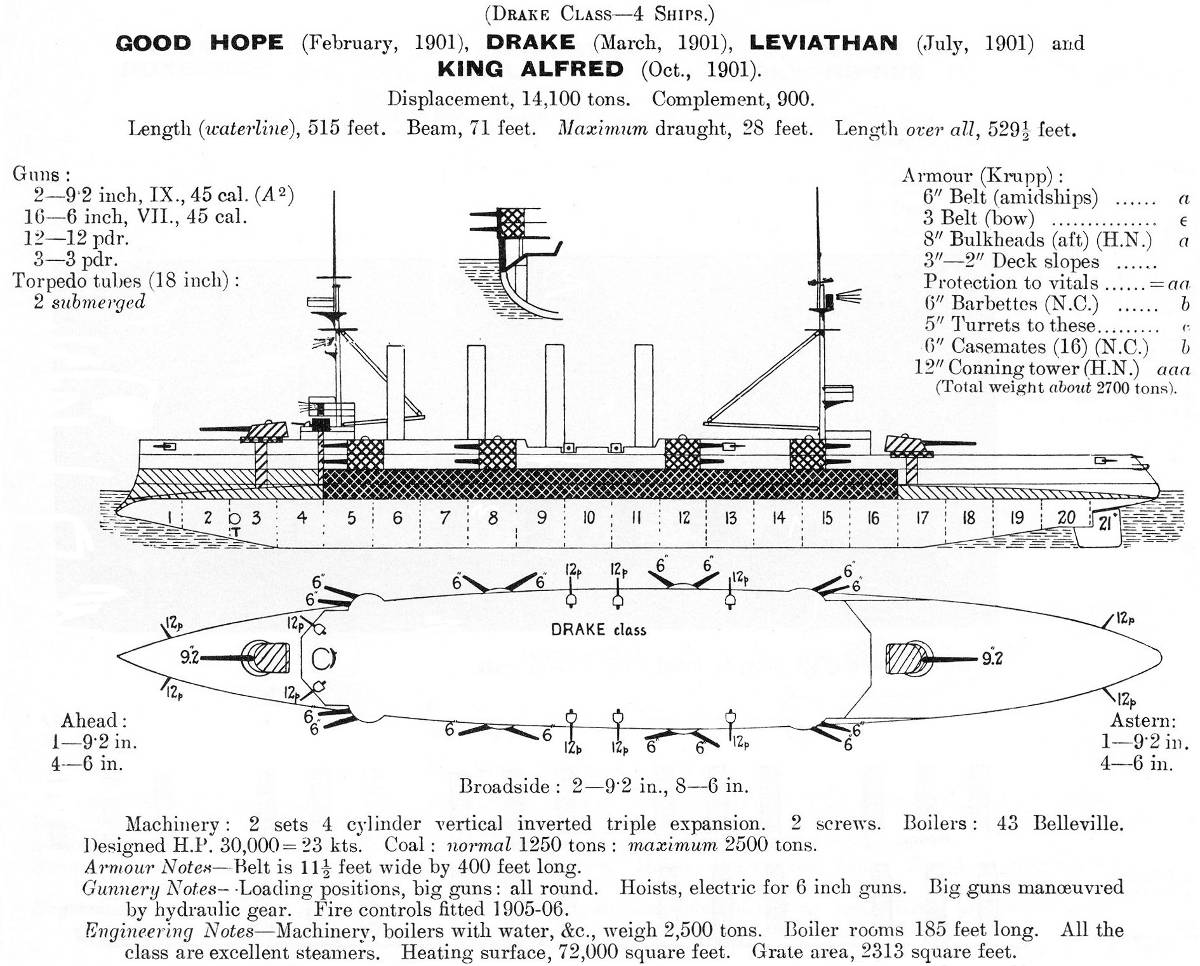
Броненосные крейсера типа «Дрейк». Схема.

Увеличенный вариант крейсеров типа «Кресси» с более мощным вооружением и большей скоростью. По размерам соответствовал «Пауэрфулу», по бронированию «Кресси», по вооружению превосходил их обоих.

### Корпус
Количество надстроек было резко сокращено — силуэт стал ниже. Осадка — ограничена Суэцким каналом.

### Силовая установка
Главная энергетическая установка включала в себя 43 паровых котла Бельвиля и две паровые машины тройного расширения, проектная мощность силовой установки: 30 000 л. с.
Запас угля: нормальный 1250 дл. т, полный 2500 дл. т.
Все крейсера превысили проектную скорость.
На ходовых испытаниях «Дрейк» достиг скорости 24,11 узла (44,65 км/ч). Расчеты на достижение огромной дальности тоже оправдались, она составила 8200 миль на ходу 10 узлов.

### Бронирование
Крупповская броня. Главный броневой пояс был толщиной 152 мм, высотой 3,5 м и длиной 78 м, сзади замыкался броневым траверзом толщиной 127 мм, носовой травез отсутствовал, что странно для контрорейдера. В носовой части был броневой пояс, утончающийся к носу от 102 мм до 51 мм. Броневая палуба имела толщину 25 мм, а от кормового траверза в корму её толщина составляла 63 мм, что было тоньше чем на «Кресси». Толщина брони башен составляла 152 мм, толщина брони казематов была от 127 до 51 мм, боевой рубки — 305 мм. Длина броневого пояса — 122 м. Общая площадь забронированного борта — 30 %.

### Вооружение
Главный калибр состоял из двух 9,2-дюймовых (234 мм/45) пушек новой модели в одноорудийных башнях, в носу и корме. Установки имели угол возвышения до 15°, что обеспечивало для 170 кг снарядов максимальную дальность 14 200 м. Средний калибр состоял из 16 6-дюймовый орудий Mk VII, которые были расположены в казематах на миделе. Восемь из них были установлены на главной палубе и могли использоваться только в безветренную погоду. Они стреляли 45,4 кг снарядами и имели максимальную дальность 12 200 ярдов (11 200 м). Двенадцать 12-фунтовых пушек предназначались для защиты от миноносцев. Две 12-фунтовых 8 cwt пушки предназначались для поддержки десанта. Также на крейсерах были три 3-фунтовых пушки Гочкиса и два подводных 18-дюймовых (457 мм) торпедных аппарата.
| Орудие                               | 9.2"/46,7 Mark Х | 6"/45 Mark VII |
| ------------------------------------ | ---------------- | -------------- |
| Год начала эксплуатации              | 1900             | 1901           |
| Калибр, мм                           | 234              | 152            |
| Длина ствола, калибров               | 46,7             | 45             |
| Скорострельность, выстрелов в минуту | 3 — 4            | 5 — 7          |
| Углы склонения                       | -5°/+15°         | -7°/+15°       |
| Тип заряжания                        | картузное        | картузное      |
| Вес снаряда, кг                      | 172,4            | 45,4           |
| Начальная скорость, м/с              | 847              | 784            |
| Максимальная дальность стрельбы, м   | 14 170           | 11 200         |

## Служба
- «Дрейк» заложен 24.4.99, спущен на воду 5.3.01, вошёл в строй 13.1.1903, потоплен U-79 2.10.1917[5]
- «Гуд Хоуп» (экс HMS Africa) 11.9.99/21.2.01/8.11.1902, погиб 1.11.1914[5]
- «Кинг Альфред» 11.8.99/28.10.01/22.12.1903, исключён в 1920 году[5]
- «Левиафан» 30.11.99/3.7.01/16.6.1903, исключён в 1920 году[5]

## Оценка проекта
На момент ввода в строй крейсера считались удачными.
|                                 | «Глуар»                                               | «Кресси»                                                         | «Громобой»                                                  | «Жанна д’Арк»                                 | «Дрейк»                                                          | «Фридрих Карл»                                  | «Идзумо»                                          | «Баян»                                                    |
| ------------------------------- | ----------------------------------------------------- | ---------------------------------------------------------------- | ----------------------------------------------------------- | --------------------------------------------- | ---------------------------------------------------------------- | ----------------------------------------------- | ------------------------------------------------- | --------------------------------------------------------- |
| Год закладки                    | 1899                                                  | 1898                                                             | 1898                                                        | 1899                                          | 1899                                                             | 1901                                            | 1898                                              | 1900                                                      |
| Год ввода в строй               | 1903                                                  | 1901                                                             | 1900                                                        | 1902                                          | 1903                                                             | 1903                                            | 1900                                              | 1903                                                      |
| Водоизмещение нормальное, т     | 9856                                                  | 12 193                                                           | 12 359                                                      | 11 270                                        | 14 224                                                           | 9087                                            | 9906                                              | 7326                                                      |
| Полное, т                       | ?                                                     |                                                                  |                                                             |                                               |                                                                  | 9875                                            | 10 305?                                           | 8238                                                      |
| Мощность ПМ, л. с.              | 21 800                                                | 21 000                                                           | 14 500                                                      | 33 000                                        | 30 000                                                           | 17 000                                          | 14 500                                            | 16 500                                                    |
| Максимальная скорость, узл      | 21,5                                                  | 21                                                               | 19                                                          | 21,8                                          | 23                                                               | 20,5                                            | 20,75                                             | 20,9                                                      |
| Дальность, миль (на ходу, узл.) | 6500(10)                                              | 7200 (10)                                                        | 8200 (10)                                                   | 13 500 (10)                                   | 8200 (10)                                                        | 5000 (10)                                       | 4900 (10)                                         | 3900 (10)                                                 |
| Бронирование, мм                |                                                       |                                                                  |                                                             |                                               |                                                                  |                                                 |                                                   |                                                           |
| Тип брони                       | ГС                                                    | КС                                                               | ГС                                                          | ГС                                            | КС                                                               | КС                                              | КС                                                | ГС                                                        |
| Пояс                            | 150                                                   | 152                                                              | 152                                                         | 150                                           | 152                                                              | 100                                             | 178                                               | 200                                                       |
| Палуба(скосы)                   | 55(45)                                                | 38(38)                                                           | 38-64 (карапасная)                                          | 64 (35)                                       | 25-63 (карапасная)                                               | 40(50)                                          | 63(63)                                            | 60                                                        |
| Башни                           | 170                                                   | 152                                                              | —                                                           | 160                                           | 152                                                              | 150                                             | 152                                               | 150                                                       |
| Барбеты                         | 140                                                   | 152                                                              | —                                                           | 140                                           | 152                                                              | 150                                             | 152                                               | 150                                                       |
| Рубка                           | 150                                                   | 305                                                              | 305                                                         | 150                                           | 305                                                              | 150                                             | 356                                               | 160                                                       |
| Вооружение                      | 2×194-мм/40 8×1×164-мм/45 6×100 мм 18×1×47-мм/43 2 ТА | 2×1×234-мм/46,7 12×1×152-мм/45 12×1×76,2-мм/40 3×1×47-мм/43 2 ТА | 4×203-мм/45 16×1×152-мм/45 24×1×75-мм/50 12×1×47-мм/43 2 ТА | 2×194-мм/40 16×1×138-мм/45 16×1×47-мм/43 2 ТА | 2×1×234-мм/46,7 16×1×152-мм/45 12×1×76,2-мм/40 3×1×47-мм/43 2 ТА | 2×2×210-мм/40 10×1×150-мм/40 12×1×88-мм/35 4 ТА | 2×2×203-мм/40 14×1×152-мм/40 12×1×76,2-мм/40 5 ТА | 2×203-мм/45 8×1×152-мм/45 20×1×75-мм/50 8×1×47-мм/43 2 ТА |

## Комментарии
1. ↑  фактический ∅ торпед 17,72 дюйма (450 мм)
2. ↑  практическая боевая скорострельность 2 выстрела в минуту
3. ↑  Для британских и американских кораблей в источниках водоизмещение даётся в длинных тоннах, поэтому оно пересчитано в метрические тонны
4. ↑  Для пяти дюймов и толще.